# Новенська сільська рада (Росія)
Но́венська сільська рада (рос. Новенский сельский совет) — сільське поселення у складі Локтівського району Алтайського краю Росії.
Адміністративний центр та єдиний населений пункт — село Новенька.

## Населення
Населення — 352 особи (2019; 539 в 2010, 827 у 2002).

## Склад
До складу сільської ради входять:
| Населений пункт | Населення, осіб (2002) | Населення, осіб (2010) |
| --------------- | ---------------------- | ---------------------- |
| Калантир, село  | 2                      | -                      |
| Новеньке, село  | 825                    | 598                    |